# Rana dalmatina
La rana agile (Rana dalmatina Fitzinger, 1839) è un anfibio anuro appartenente alla famiglia dei Ranidi.

## Descrizione
La rana agile è una rana bruna di dimensioni medie, relativamente snella, con muso allungato e moderatamente appuntito e zampe posteriori lunghe. Estendendo in avanti una zampa posteriore, il tallone degli animali adulti oltrepassa sempre nettamente la punta del muso. Nella macchia temporale bruna si trova, vicino all'occhio (a 1-2 mm di distanza), un timpano grande, corrispondente quasi al diametro dell'occhio stesso (nella rana montana 3/4, nella rana arvale 2/3 del diametro dell'occhio). Le parti superiori sono lisce o leggermente granulose, con due distinte pliche dorso-laterali. La livrea della rana agile esibisce in genere colori poco contrastanti, nei toni del marrone-giallastro, marrone-rossastro, sabbia o marrone-rosato, e solo di rado con macchie dorsali evidenti. Ventre e gola sono biancastri e anch'essi solitamente privi di macchie scure. Il tubercolo metatarsale è di dimensioni medie: la sua lunghezza rispetto al 1º dito si colloca infatti tra i valori della rana montana e la rana arvale (il 1º dito è lungo all'incirca 1,8-3 volte il tubercolo metatarsale). Il maschio non è provvisto di sacche vocali esterne, ma nella stagione riproduttiva esibisce calli nuziali grigi sui pollici anteriori. La lunghezza è di 4-6,5 cm nei maschi e di 4,5-7,5 cm nelle femmine.

## Biologia
La rana agile si riproduce già a fine inverno, e in Europa centrale è generalmente il primo anfibio a fare la sua comparsa presso le acque di riproduzione. È attiva da febbraio a ottobre, soprattutto di notte, ma durante il periodo riproduttivo, a febbraio-marzo, anche di giorno. Il gracidio dei maschi, molto delicato, è solitamente emesso sott'acqua. Le circa 500-1800 uova vengono fissate in un unico ammasso gelatinoso su piante o rami sommersi dall'acqua. Le larve sgusciano dopo 3 settimane, raggiungono una lunghezza di circa 6 cm e quindi compiono la metamorfosi a giugno o luglio: appena metamorfosate hanno una lunghezza di appena 1-1,5 cm.

## Distribuzione e habitat
La rana agile è diffusa in molte parti della Francia, dell'Italia e dei Balcani, mentre manca in gran parte della penisola iberica e ha una distribuzione molto frammentaria nelle regioni settentrionali dell'areale (per esempio in Germania). Si trova soprattutto in pianura, con maggiore frequenza ad altitudini inferiori a 400 m, ma nelle regioni meridionali anche fino a 2000 m. Predilige foreste di latifoglie rade e calde con sottobosco erboso o prati palustri lungo corsi d'acqua. Spesso si può trovare ai margini di foreste e su radure assolate. Per la deposizione delle uova può servirsi delle raccolte d'acqua più disparate, come stagni, zone golenali, canali o solchi di pneumatici riempiti d'acqua. In Europa meridionale la rana agile è attiva per tutto l'anno, mentre in Europa centrale compie un letargo invernale.